# Калория
Калория (означение cal, от латински: calor – „топлина“) е извънсистемна единица за измерване на енергия. За пръв път единицата „калория“ е дефинирана от френския професор Никола Клеман през 1824 г. като килокалория (1 kcal = 1000 cal). Една калория представлява количеството енергия, необходимо да се повиши температурата на 1 грам вода с 1 °C. Международната организация по законодателна метрология (МОЗМ) отнася калорията към онези единици за измерване, „които трябва да се извадят от обръщение колкото може по-бързо там, където те се използват понастоящем, и които не трябва да се въвеждат там, където не са били използвани“.
Според системата SI единицата, използвана за количество енергия, е джаул (J), а калорията се използва главно за указване на енергийната стойност (калоричност) на храни. Всички режими на хранене са съобразени с количеството калории, които дневно поема човешкото тяло и поради тази причина почти всички съвременни хранителни продукти съдържат информация за количеството калории, които организмът би приел при тяхното усвояване.
Връзката между калорията и джаула е:
1 cal = 4,1868 J
1 J = 0,239 cal

## Определения
Общият подход към определянето на калория е свързан с относителната топлоемкост на водата и се състои в това, че калорията се определя като количеството топлина, необходимо за нагряване на 1 грам вода с 1 градус Целзий при стандартно атмосферно налягане 101 325 Pa. Обаче тъй като топлинният капацитет на водата зависи от температурата, то и размерът на определяната по този начин калория зависи от условията на нагряване. Съгласно казаното и по причини от исторически характер са възникнали и съществуват три определения за три различни вида калории.
- Калория (международна калория) (международно означение: cal), 1 cal = 4,1868 J точно.
- Tермохимическа калория (международно означение: calth), 1 calth ≈ 4,1840 J.
- 15-градусна калория (международно означение: cal15), 1 cal15 ≈ 4,1855 J.

В миналото калорията широко е използвана за измерване на енергията, работата и топлината; „калоричност“ се е наричала топлината на изгаряне на горивата. Понастоящем, въпреки прехода към системата SI, в топлоенергетиката, системите за отопление и комуналните услуги понякога се използва кратната единица за измерване количеството топлинна енергия гигакалория (Gcal) (109 калории). За измерване топлинната мощност се използва производната единица Gcal/час (гигакалория за час), характеризираща количеството топлина, произведена или използвана от едно или друго оборудване за единица време.

## Връзка с други единици
По-долу се използва стандартната международна калория: 1 cal = 4,1868 J точно.
- 1 J ≈ 0,2388458966 cal
- 1 kW·h ≈ 0,859845 Mcal
- 1 Gcal = 1163 kW·h точно.
- 1 cal ≈ 2,6131950408·1019 eV.
- 1 eV ≈ 3,8267331155·10−20 cal
- 1 британска топлинна единица (BTU) ≈ 252 cal
- 1 kcal ≈ 3,968 BTU.
- 1 еквивалент на барел нефт (BOE) ≈ 1,46 Gcal
- 1 Gcal ≈ 0,684 BOE.
- 1 килотон тротилов еквивалент = 1 Tcalth ≈ 1 Tcal (теракалория)

### Свързани единици

#### Британска топлинна единица
BTU (британска топлинна единица) е единица, използвана за измерване на топлинната енергия в англоезичните страни. Нейното определение методологически е близко до определението на калория, но се основава на имперските единици: 1 BTU е равна на енергията, необходима за нагряване на 1 фунт вода с 1 градус Фаренхайт.

#### Килотон ТНТ
За измерване на отделената енергия при взривни процеси се използва тротиловият еквивалент. Предвид почти точното, в границите на няколко процента, съвпадение на енергията от взривното разлагане на 1 g тротил (тринитротолуол, ТНТ или TNT) и 1 kcal, условно се приема, че 1 килотон ТНТ в енергийно изражение съответства на 1 термохимическа теракалория.

## Калоричност
| Хранително вещество | Калоричност, kcal/g |
| ------------------- | ------------------- |
| Въглехидрати        | 4                   |
| Белтъчини           | 4                   |
| Мазнини             | 9                   |

Единицата за измерване на енергийната стойност на храната по традиция е калория. Под калоричност или енергийна стойност (ценност) на храната се подразбира количеството енергия, което получава организмът при пълното ѝ усвояване. За да се определи пълната енергийна стойност на храната, тя се изгаря в калориметър и се измерва топлината, отделена в заобикалящата го водна баня. Аналогично се измерва и разходът на енергия от човек: в херметичната камера на калориметъра се измерва отделяната от човека топлина и тя се превежда в „изгорени“ калории – по такъв начин може да се установи физиологичната енергийна стойност на храната. По подобен начин може да се определи енергията, необходима да се осигури жизнената дейност на всеки човек. Таблицата отразява емпиричните резултати от тези изпитвания, по които именно се изчислява калоричността на продуктите, посочена на техните опаковки. Съществуват международни конвенции за калоричността на определен тип вещества, които са установени експериментално.
Човешката мазнина съдържа около 87% липиди, така че 1 kg телесна мазнина има приблизително калорийната стойност на 870 g чиста мазнина, което прави 7800 kcal. На практика това означава, че ако човек качи 1 kg телесна мазнина, то той би следвало да е натрупал излишък от 7800 kcal. Все пак това не е съвсем точно, тъй като при усвояването на енергията тялото не ги трансформира единствено в мастна тъкан, а в мускулна и други. Същото се отнася и за отслабването – ако се получи дефицит от 7800 kcal, това няма да се отрази на намаляване на мастните тъкани с 1 kg, а ще рефлектира и върху мускулната маса.